# Oplatil II
Písník Oplatil II je velká vodní plocha o rozloze cca 50 ha vzniklá po těžbě štěrkopísku ukončené v 90. letech 20. století. Písník se nalézá na katastru obce Stéblová v okrese Pardubice asi 2 km severozápadně od centra obce. Písník je v současné době využíván jako rybářský revír a záložní vodní zdroj pro Pardubické vodárny. V jeho těsné blízkosti se nalézají písníky Oplatil I a písník Hrádek.

## Galerie

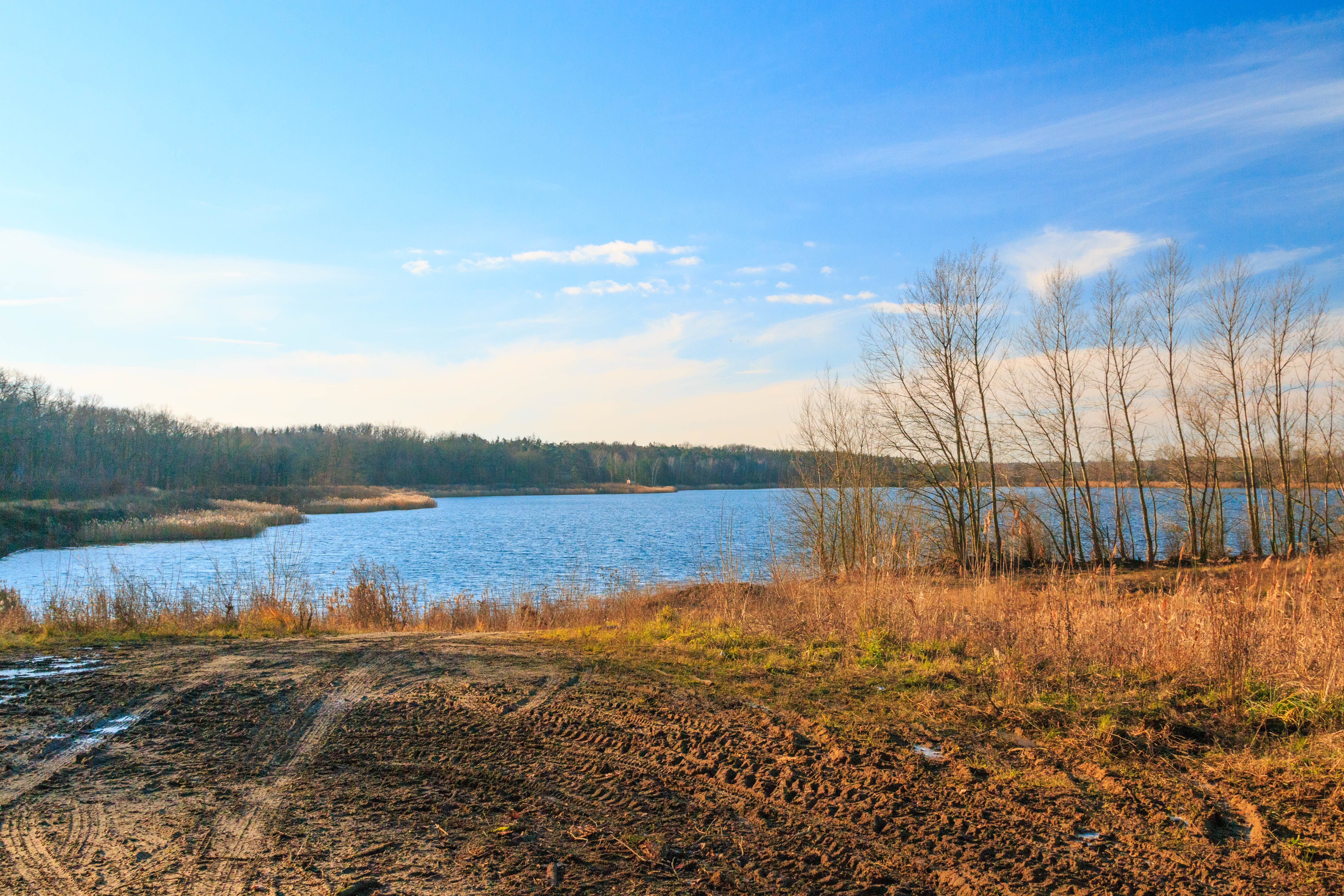
Písník Oplatil II
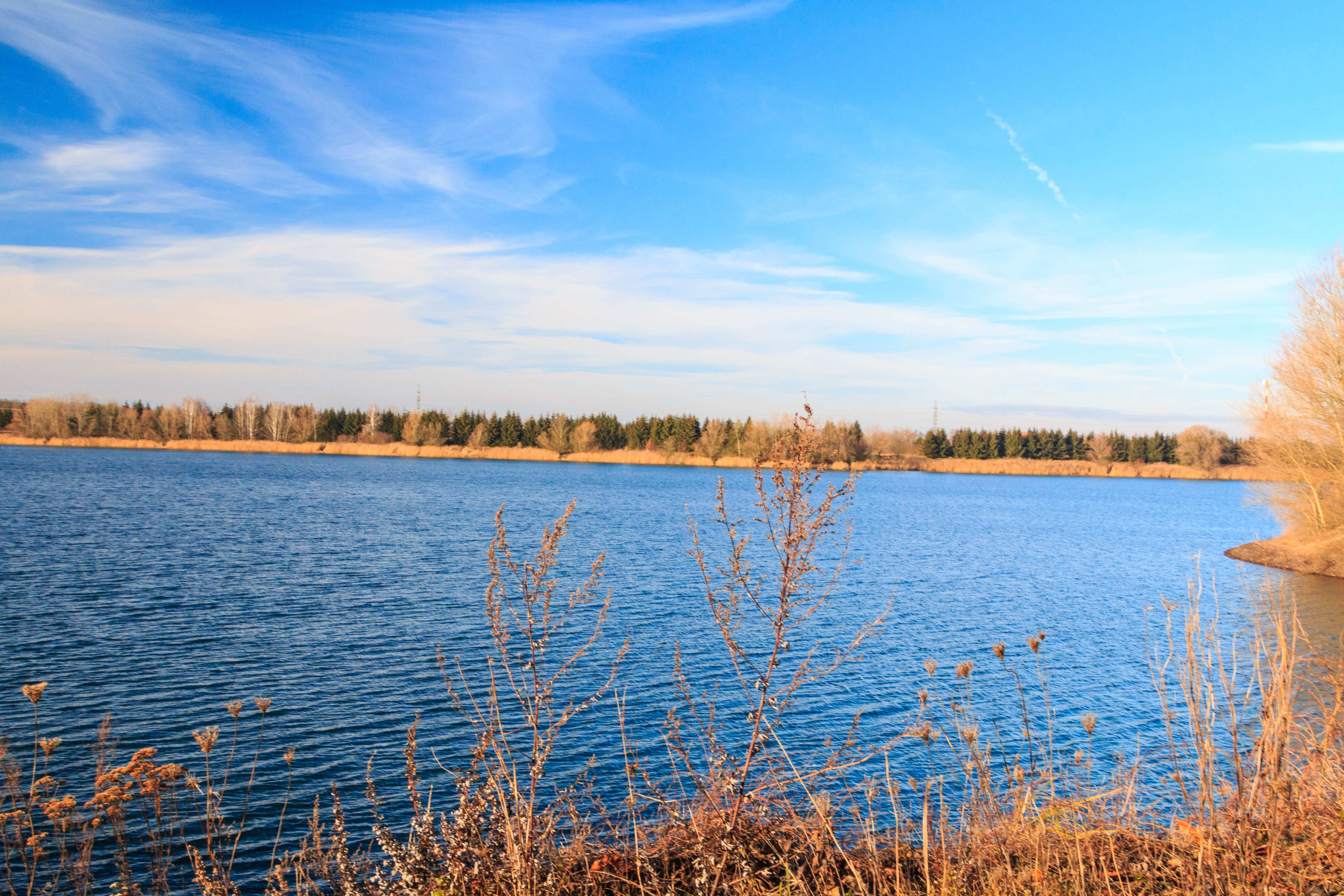
Písník Oplatil II
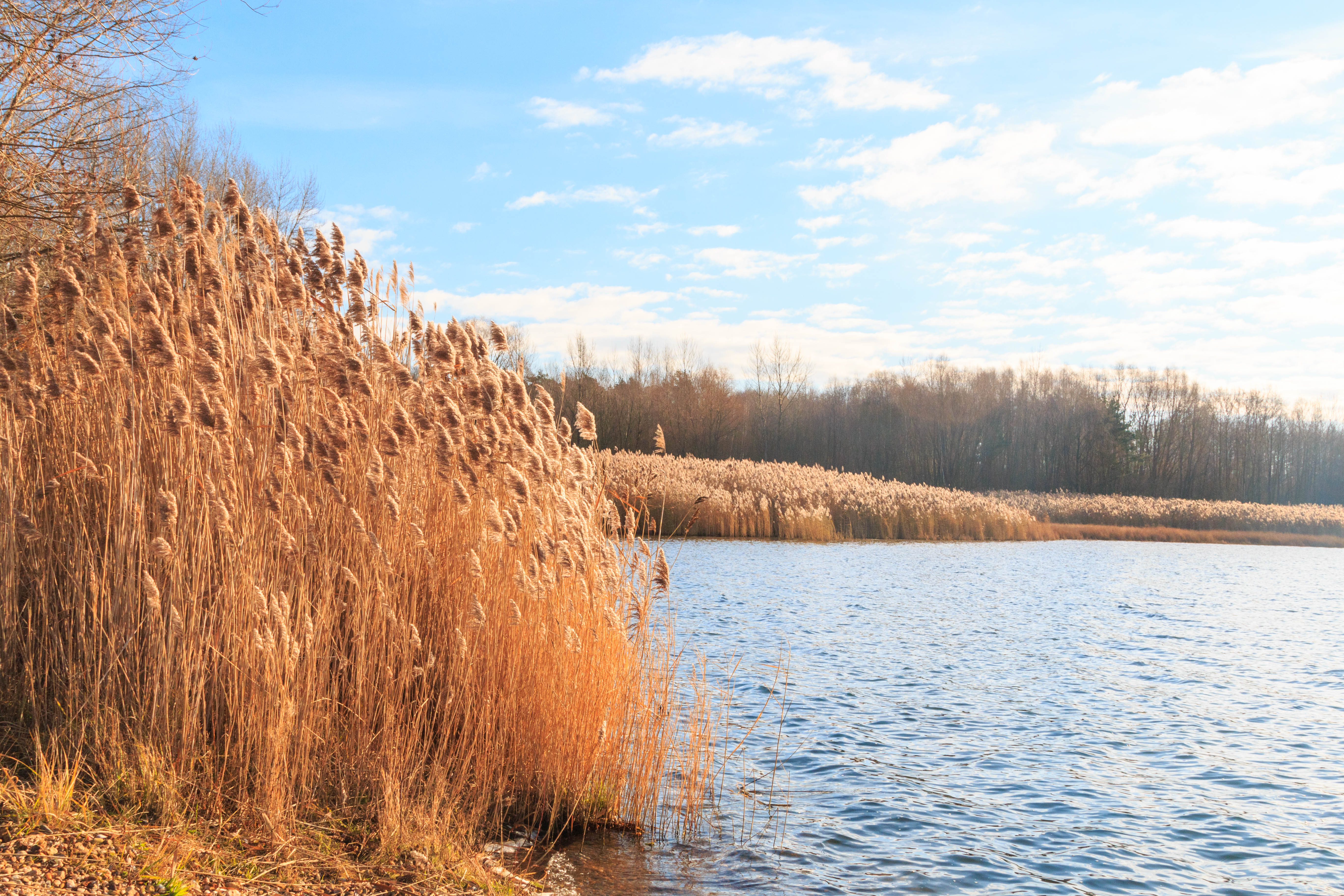
Písník Oplatil II
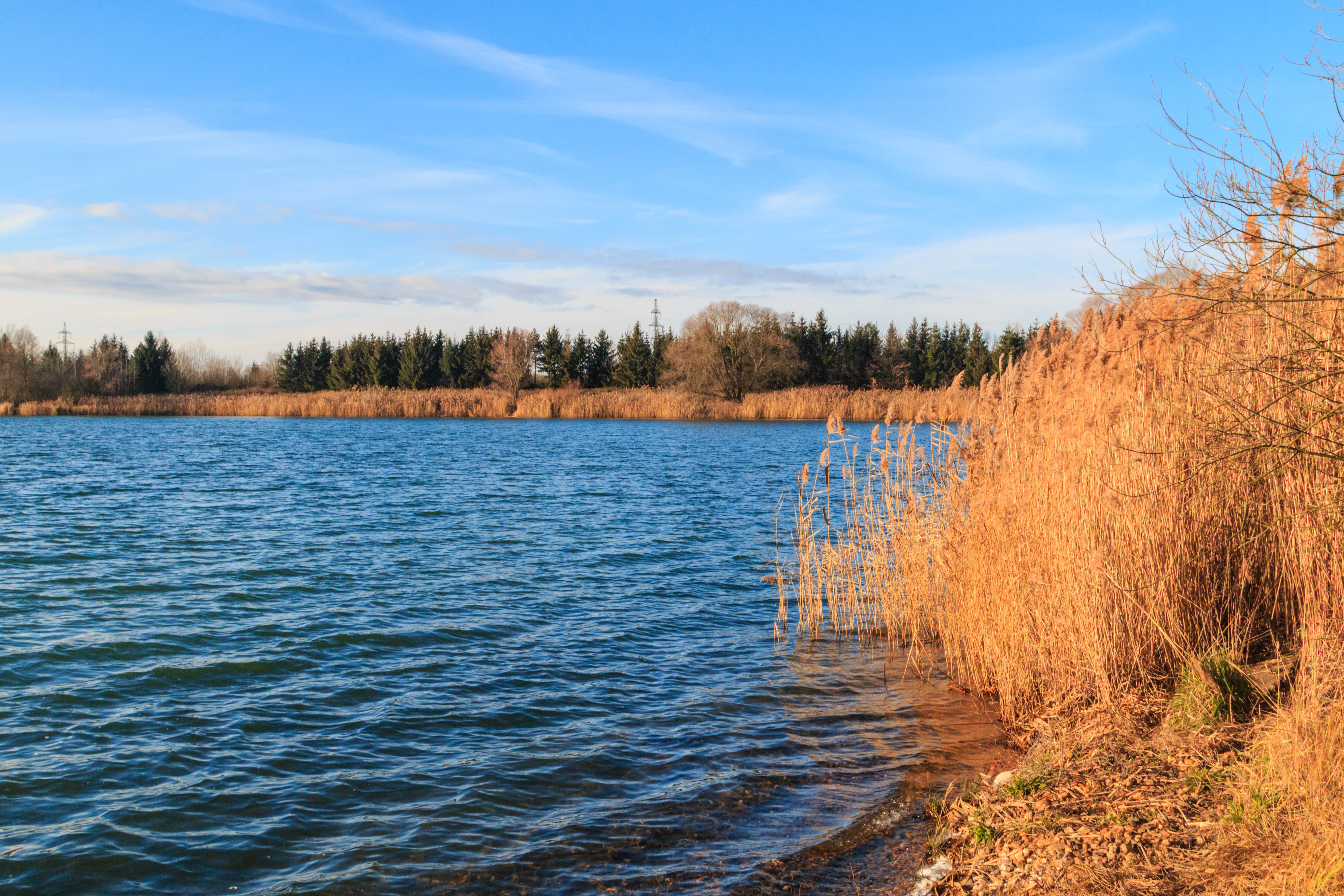
Písník Oplatil II